# Cantón de Brûlon
El cantón de Brûlon era una división administrativa francesa, que estaba situada en el departamento de Sarthe y la región de Países del Loira.

## Composición
El cantón estaba formado por catorce comunas:
- Avessé
- Brûlon
- Chantenay-Villedieu
- Chevillé
- Fontenay-sur-Vègre
- Maigné
- Mareil-en-Champagne
- Pirmil
- Poillé-sur-Vègre
- Saint-Christophe-en-Champagne
- Saint-Ouen-en-Champagne
- Saint-Pierre-des-Bois
- Tassé
- Viré-en-Champagne

## Supresión del cantón de Brûlon
En aplicación del Decreto nº 2014-234 de 24 de febrero de 2014, el cantón de Brûlon fue suprimido el 22 de marzo de 2015 y sus 14 comunas pasaron a formar parte del nuevo cantón de Loué.